# Jelle Galema
Jelle Galema né le 16 novembre 1992, est un joueur de hockey sur gazon néerlandais. Il évolue au poste d'attaquant au HC Oranje-Rood et avec l'équipe nationale néerlandaise.

## Biographie
Avec pas moins de deux anciens coéquipiers (Glenn Schuurman et Roel Bovendeert), Jelle a finalement rejoint le groupe d'entraînement de l'équipe nationale néerlandaise de MEP (Boxtel). Jelle est passé de MEP à Oranje Zwart en 2009, où il a remporté le championnat national avec cette équipe en 2014 et 2015. Il a fait ses débuts à Orange en 2013, lors de la demi-finale de la Ligue mondiale de hockey à Rotterdam et a remporté l'argent avec l'équipe Orange lors de la Coupe du monde en 2014. En 2019, il termine troisième avec Orange lors de la première édition de la FIH Pro League. Jelle a joué pour Oranje Zwart et Oranje-Rood pendant de nombreuses années avant de rejoindre Den Bosch en 2018. Depuis l'été 2021, il est à nouveau dans l'attaquant des Oranje-Rood.

## Carrière
Il a fait ses débuts en équipe première en juin 2013 à Rotterdam pour les demi-finales de la Ligue mondiale 2012-2013.

## Palmarès
- : 3e à l'Euro 2013.
- : 2e à la Coupe du monde 2014.
- : 3e à la Ligue professionnelle 2019.
- : 3e à l'Euro 2019.
- : 1re à la Ligue professionnelle 2021-2022.